# Karolina Olek-Hrab
Karolina Olek-Hrab – polska dermatolog, lekarz medycyny estetycznej.

## Życiorys
W roku 2004 uzyskała stopień doktora nauk medycznych w zakresie medycyny. Specjalista w zakresie dermatologii i wenerologii. Zajmuje się leczeniem chorób skóry oraz chorób przenoszonych drogą płciową.
Jest adiunktem na Wydziale Lekarskim II Katedry I Kliniki Dermatologii Uniwersytetu Medycznego im. Karola Marcinkowskiego w Poznaniu. Prowadzi działalność naukową, m.in. w Dermatologicznym Kole Naukowym przy Katedrze i Klinice Dermatologii w Poznaniu. 
W roku 2015 habilitowała się na podstawie rozprawy habilitacyjnej pt. „Badania nad rolą receptora H4R i PAR2 oraz wybranych cytokin jako mediatorów świądu w ziarniniaku grzybiastym”. Od 2002 jest członkiem Polskiego Towarzystwa Dermatologicznego, a od 2008 roku członkiem EADV (European Academy of Dermatology and Venereology).